# Allan Quatermain și misterul orașului de aur
Allan Quatermain și misterul orașului de aur (titlu original: Allan Quatermain and the Lost City of Gold) este un film american de comedie de aventură din 1986 regizat de Gary Nelson. Rolurile principale au fost interpretate de actorii Richard Chamberlain, Sharon Stone și James Earl Jones. A fost lansat în Germania de Vest la 18 decembrie 1986 și în Statele Unite la 30 ianuarie 1987. Este vag bazat pe romanul din 1887 Allan Quatermain de H. Rider Haggard. Este continuarea filmului din 1985 Minele regelui Solomon.

## Distribuție
- Richard Chamberlain - Allan Quatermain
- Sharon Stone - Jesse Huston
- James Earl Jones - Umslopogaas
- Henry Silva - Agon
- Robert Donner - Swarma
- Larbi Doghmi - Nasta
- Aileen Marson - Queen Nyleptha
- Cassandra Peterson - Queen Sorais
- Martin Rabbett - Robeson Quatermain
- Rory Kilalea - Dumont
- George Chiota - George
- Alex Heyns - Dutchman
- Stuart Goakes - the trader
- Themsi Times - the nurse
- Philip Boucher - the bartender
- Nic Lesley - the toothless Arab
- Fidelis Cheza - the Eshowe chief
- Andy Edwards - Stand-in for Richard Chamberlain